# Yukiko Takahashi
Yukiko Takahashi (jap. 高橋 有紀子, Takahashi Yukiko, verheiratete Kito (鬼頭); * 12. November 1967 in Suzuka) ist eine ehemalige japanische Volleyball- und Beachvolleyballspielerin und -trainerin. Sie nahm an vier Olympischen Spielen teil.

## Karriere
Sie besuchte die private Hachiōji-Jissen-Oberschule in Hachiōji, Präfektur Tokio, die viele bekannte Spielerinnen wie Hiroko Hakuta, Miyuki Kanō, Asako Tajimi oder Nanae Takizawa hervorgebracht hat. Nach der Schule fand sie Anstellung bei Hitachi.
Takahashi spielte als Hallenvolleyballerin mit der japanischen Nationalmannschaft beim olympischen Turnier 1988. Die Japanerinnen unterlagen im Spiel um die Bronzemedaille den Chinesinnen mit 0:3. Sie wechselte danach von Hitachi zu Odakyū und spielte für deren Firmenmannschaft. Vier Jahre später verlor das Team mit Takahashi im Viertelfinale der Spiele in Barcelona gegen Brasilien und belegte nach einem Sieg im Platzierungsspiel gegen die Niederlande den fünften Rang.
1994 begann Takahashi mit ihrer Partnerin Sachiko Fujita eine Karriere als Beachvolleyballerin. Die beiden Japanerinnen etablieren sich sofort in der internationalen Spitze und erreichten unter anderem einen vierten Platz bei den Osaka Open. Im olympischen Turnier 1996 verpassten sie durch eine Niederlage in der Verliererrunde gegen die späteren Silbermedaillengewinnerinnen Mônica Rodrigues und Adriana Samuel aus Brasilien nur knapp das Halbfinale. Im nächsten Jahr kam Takahashi mit ihrer neuen Partnerin Yukiko Ishizaka gleich ins Finale des Weltserienturniers in Busan und bei der Weltmeisterschaft in Los Angeles kam das Duo auf den 17. Platz.
Anschließend bildete Takahashi ein neues Duo mit Mika Saiki, mit der sie kurz zuvor bereits zwei Open-Turniere absolviert hatte. Takahashi/Saiki unterlagen im Viertelfinale der WM 1999 in Marseille den späteren Siegerinnen Sandra Pires und Adriana Samuel. Gegen dieselben Gegnerinnen verloren sie im nächsten Jahr das Duell um die Bronzemedaille des olympischen Turniers in Sydney, nachdem sie vorher bei den Open-Turnieren in Berlin und Osaka Dritte und Zweite geworden waren. 2001 trat Takahashi beim Turnier in der Heimat noch einmal mit Yukiko Ishizaka an.
2009 wurde sie Trainerin der Beachvolleyball-Nationalmannschaft der Junioren.